# فرانسيسكو تاريغا
فرانسيسكو تاريغا (بالإسبانية: Francisco Tárrega؛ 21 نوفمبر 1852 في فياريال – 15 ديسمبر 1909 في برشلونة) هو عازف قيثارة وملحن وعازف بيانو إسباني من الحقبة الرومانسية. يعده الكثيرون «أبا الغيتار الكلاسيكي».

## أعمال بارزة
كتب تاريغا 78 عمل لآلة القيثارة و من أهم أعماله:
- ذكريات الحمراء (Recuerdos de la Alhambra)
- نزوة عربية (Capricho árabe).
- Lagrima. كتبها بعد جولة حفلات في لندن و هي تعكس الجو الضبابي و الغائم في لندن
- Danza Mora بعكس السابقة Lagrima فقد كتبها بعد زيارته للجزائر و تعكس الأجواء المشمسة و طبيعة الناس المرحة هناك.

كما وزع 120 عمل موسيقي لموسيقيين معاصرين له و سابقين، و من هذه الأعمال:
- Asturias أو Leyenda و التي كتبها صديقه اسحاق ألبينيز للبيانو و قام تاريغا بتوزيعها على الإيتار.

## وصلات خارجية
- فرانسيسكو تاريغا على موقع IMDb (الإنجليزية)
- فرانسيسكو تاريغا على موقع ميوزك برينز (الإنجليزية)
- فرانسيسكو تاريغا على موقع أول ميوزيك (الإنجليزية)
- فرانسيسكو تاريغا على موقع ديسكوغز (الإنجليزية)